# کشتاون-مکنایتستاون (پنسیلوانیا)
کشتاون-مکنایتستاون (به انگلیسی: Cashtown-McKnightstown) یک منطقهٔ مسکونی در ایالات متحده آمریکا است که در شهرستان آدامز، پنسیلوانیا واقع شده‌است. کشتاون-مکنایتستاون ۶۸۵ نفر جمعیت دارد.